# Гонез
Гонез (фр. Gonez) насеље је и општина у јужној Француској у региону Миди Пирене, у департману Горњи Пиринеји која припада префектури Тарб.
По подацима из 2011. године у општини је живело 34 становника, а густина насељености је износила 31,48 становника/km². Општина се простире на површини од 1,08 km². Налази се на средњој надморској висини од 290 метара (максималној 343 m, а минималној 232 m).

## Демографија
| 1962. | 1968. | 1975. | 1982. | 1990. | 1999. | 2011. |
| ----- | ----- | ----- | ----- | ----- | ----- | ----- |
| 28    | 30    | 36    | 33    | 35    | 31    | 34    |

График промене броја становника у току последњих година